# حب العزيز

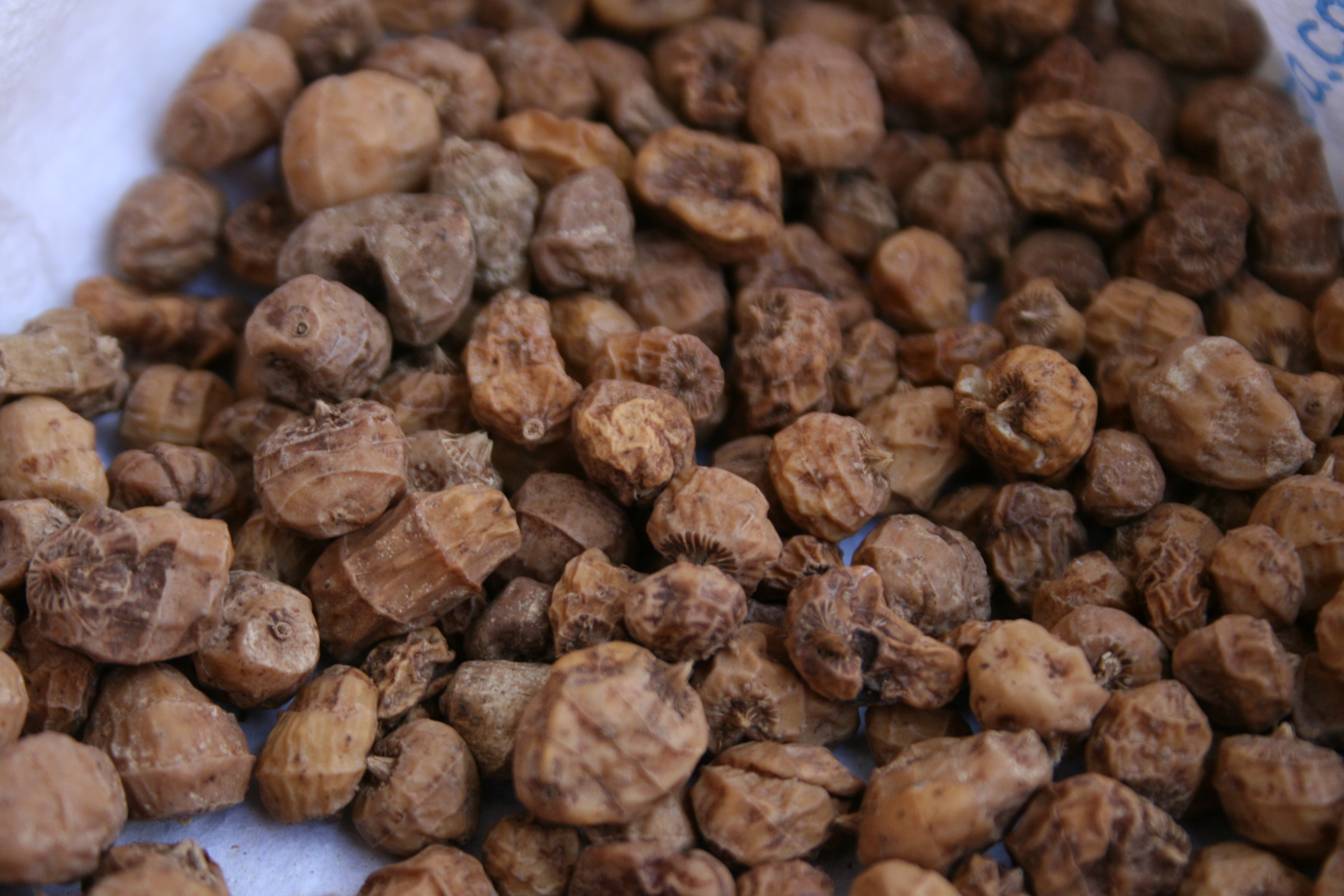
ثمار حب العزيز من نبات سعد اللذيذ

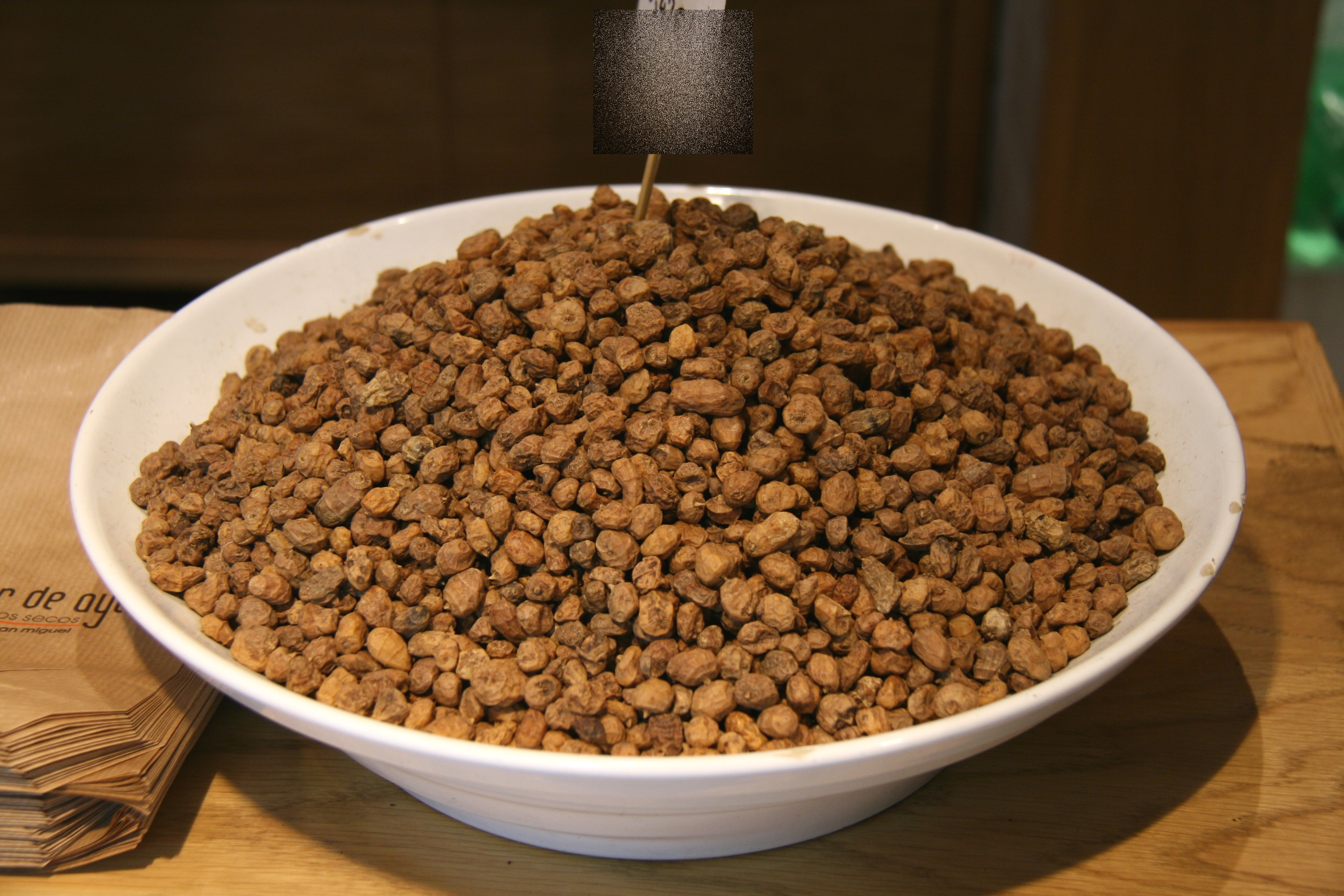
حب العزيز

حب العزيز أو حب الزلم أو لوز الأرض هي درنات نبات سعد اللذيذ، وتستعمل في أغراض طبية.
سمي حب العزيز بهذا الاسم نظراً لأن أحد ملوك مصر كان مولعاً بأكله. وقد عثر بعض علماء الآثار على ثمار حب العزيز في بعض مقابر البداري وفي إحدى حجرات «دير أبوالنجا» حيث وجدوا كوباً مملوءاً بثمار حب العزيز، وعثروا أيضاً على حب العزيز حول رقبة مومياء الأمير «كنت» ثم أطلق العرب القدامى بعد ذلك على هذا النبات اسم حب الزلم.

## الوصف النباتي
شجري يشبه في شكله نبات الرمان، أوراقه بيضاء اللون إلى رصاصية، والأغصان طويلة يميل لونها إلى اللون الأحمر والشجرة تحمل ثماراً مستديرة في حجم الحمص الكبير وهو لين الملمس فيه لزوجة وطعمه حلو المذاق.

## الاستعمال الطبي
تستخدم الثمار الطازجة والجافة والدقيق والزيت.
يحتوي حب العزيز على 30% زيت، 28% نشا وسكروز وبروتين.
حب العزيز لها طعم حلو وعادة تؤكل منها ما يعادل ملعقتين أو ينقع ما مقداره ملعقتان ليلة كاملة ثم في الصباح تهرس الكمية مع مائها وتؤكل يومياً.
ويسمى أيضاً حب الزلم وهو عبارة عن درنات تشبه البندق الصغير وطعمها مقبول. يؤخذ حب العزيز ويدق ثم ينقع في الماء ليلة كاملة بعد ذلك يهرس ويصفى ويشرب ماؤه بعد أن يحلى بالعسل ويداوم الشخص على شربه اثني عشر يوماً والجرعة منه ثلاث ملاعق كبيرة لكل مرة.
وكان القدماء يستخدمون حب العزيز كفاكهة وقد جاء حب العزيز ضمن الوصفات الفرعونية لطرد ثعبان البطن ولعلاج كتاركتا العين وللأكزيما وضد حكة الجلد والتهابات الرحم.
وقد قال عنه ابن سينا أنه طيب الطعم جداً يزيد في المني كثيراً ويسمن ويحسن. لقد اتضح من الأبحاث أن حب العزيز يعتبر علاجاً مثالياً لمعظم أنواع الصداع. كما أن لثمار هذا النبات قدرة بالغة على تصفية البول وتنقيته من الشوائب الضارة. كما أنه مدر للحليب ومفيد لعلاج بعض الأمراض الجلدية.
يقول داود الأنطاكي في تذكرته: هو المعروف في مصر بحب العزيز، لأن ملكها كان مولعآ بأكله ويسمى الزقاط بالبربر، وهو حب أصله بفارس نبات دون ذراع وأوراقه مستديرة كالدراهم، ومنه نوع بمصر يزرع بالإسكندرية، وأجوده الحديث الرزين الأحـمر المفرطح الحلو، ويليه الأصفر المستطيل وهذا هو الكثير بمصر، والذي كالفلفل إذا كان لينآ حلواً كان أجود في السمنة ومتى تجاوز سنة لم يجز استعماله. وأهل مصر تبله بالماء كثيرآ فيفسد سريعآ، وهو حار في الأولى رطب في الثانية يولد دما جيداً ويسمن البدن تسميناً جيداً ويصلح هزال الكلى والباه وحرقان البول والكبد الضعيفة، والأمراض لسوداوية كالجنون وخشونة الصدر والسعال، وإذا انهضم كان غاية، ولكنه يولد السدد ويثقل ويضر الحلق ويصلحه السكنجبين وأجود استعماله للسمنة آن يدق وينقع في الماء ليلة ثم يمرس ويصفي ويشرب بالسكر، وشربته إلى اثني عشر.
والمستخدم من النبات درناته التي تحت الأرض ويعمل من هذه الدرنات قدر قبضة اليد يومياً حيث يستعمل على هيئة شراب مثل شراب العرقسوس. كذلك هناك الحلبة الخضراء. وهي موجودة في الأسواق المركزية الكبيرة حيث تؤكل كما هي بمقدار ثلاث ملاعق كبيرة مرة واحدة في اليوم.. وأيضاً خليط من حب الصنوبر + سمسم + عسل نحل نقي ملعقة كبيرة صنوبر + ملعقتين كبيرتين سمسم (بذور) تهرس ثم تخلط مع عسل نحل أبيض نقي وتؤكل مرة واحدة في اليوم.
ليس له تأثير ضار على الكبد أو الكلى أو المعدة إذا استخدم حسب الطريقة المشروحة وحسب الكميات ولمدة خمسة عشر يوماً.